# فرودگاه ملی اکتیون
فرودگاه ملی اکتیون (به انگلیسی: Aktion National Airport) (به زبان بومی: Lefkada Airport) یک فرودگاه همگانی و نظامی با کد یاتا PVK است که یک باند فرود آسفالت دارد و طول باند آن ۲۸۷۱ متر است. این فرودگاه در شهر پروزا کشور یونان قرار دارد و در ارتفاع ۳ متری از سطح دریا واقع شده‌است.

## شرکت‌های هواپیمایی و مقصدهای پروازی
| شرکت‌های هواپیمایی                                     | مقصدهای پروازی                                                                           |
| ----------------------------------------------------- | ---------------------------------------------------------------------------------------- |
| آدریا ایرویز                                          | چارتر فصلی: لیوبلیانا                                                                    |
| ای‌اس‌ال ایرلاینز فرانسه                                | چارتر فصلی: منچستر                                                                       |
| آسترین ایرلاینز                                       | فصلی: وین                                                                                |
| آوانتی ایر                                            | چارتر فصلی: اینسبروک                                                                     |
| ایر صربیا اجرا توسط ایر صربیا                         | چارتر فصلی: بلگراد نیکولا تسلا                                                           |
| BRA                                                   | چارتر فصلی: گوتنبرگ-لاندوتر، مالمو                                                       |
| بلو پاناروما ایرلاینز اجرا توسط بلو پاناروما ایرلاینز | فصلی: اوریو آل سریو بلوونی گوگلیلمو مارکونی، لئوناردو دا وینچی-فیومیچینو                 |
| بلو ایر                                               | چارتر فصلی:هنری کواندا، لارناکا                                                          |
| بریتیش ایرویز                                         | چارتر فصلی: هیترو لندن                                                                   |
| کوندور فلوگدینست                                      | فصلی: دوسلدورف، فرانکفورت، مونیخ، اشتوتگارت                                              |
| Danish Air Transport                                  | چارتر فصلی: آرهوس، بیلاند، کپنهاگ                                                        |
| ایزی‌جت                                                | فصلی: گاتویک، منچستر                                                                     |
| یورو وینگز                                            | چارتر فصلی:کلن بن                                                                        |
| فن‌ایر                                                 | فصلی: هلسینکی                                                                            |
| فلای‌بی                                                | چارتر فصلی:منچستر                                                                        |
| جرمنیا                                                | چارتر فصلی:گاتویک                                                                        |
| نروجین ایر شاتل                                       | فصلی: کپنهاگ، گاردرموئن اسلو                                                             |
| نووایر                                                | چارتر فصلی: گاردرموئن اسلو,استکهلم-آرلاندا                                               |
| المپیک ایر                                            | فصلی: آتن                                                                                |
| People's Viennaline                                   | فصلی: سنت گالن-آلترنهاین چارتر فصلی: وین                                                 |
| هواپیمایی اسکاندیناوی                                 | چارتر فصلی: گوتنبرگ-لاندوتر، فلسلند برگن، سولا استاوانگر،استکهلم-آرلاندا، گاردرموئن اسلو |
| Sky Express                                           | کورفو (PSO), سفلوونیا (PSO), عمومی سیتیا (PSO)                                           |
| Small Planet Airlines                                 | چارتر فصلی:کاتوویتس، گاتویک                                                              |
| اسمارت‌وینگز اجرا توسط تراول سرویس ایرلاینز            | فصلی: برنو-تورانی، پراگ رازیون                                                           |
| تاروم                                                 | چارتر فصلی: هنری کواندا، کلوژ-نپوکا                                                      |
| Thomas Cook Airlines                                  | چارتر فصلی:بریستول,(آغاز از ۶ مه ۲۰۱۸) گاتویک، منچستر                                    |
| Thomas Cook Airlines Scandinavia                      | چارتر فصلی:کپنهاگ، هلسینکی، گاردرموئن اسلو                                               |
| Thomson Airways                                       | چارتر فصلی: گاتویک، منچستر                                                               |
| ترانساویا.کام                                         | فصلی: اسخیپول آمستردام                                                                   |
| Travel Service Polska                                 | چارتر فصلی: شوپن ورشو                                                                    |
| تی‌یوآی ایرلاینز نیدرلندز                              | چارتر: اسخیپول آمستردام                                                                  |
| ولوتی                                                 | فصلی: باری ، ناپل ، ونیز مارکو پولو                                                      |
| ویولینگ                                               | فصلی: لئوناردو دا وینچی-فیومیچینو                                                        |